# Nafoun
Nafoun  è una città e sottoprefettura della Costa d'Avorio appartenente al dipartimento di Korhogo. Conta una popolazione di 7 990 abitanti (censimento 2014).